# Milotice
Milotice (německy Milotitz bei Gaya) jsou obec v okrese Hodonín v Jihomoravském kraji. Leží šest kilometrů jižně od Kyjova. Žije zde přibližně 1 900 obyvatel. Od roku 2002 je členem mikroregionu Nový Dvůr.

## Název
Název obce se odvozuje od majitele osady – Miloty. Západně od obce bývala zaniklá ves Jiříkovice.

## Historie

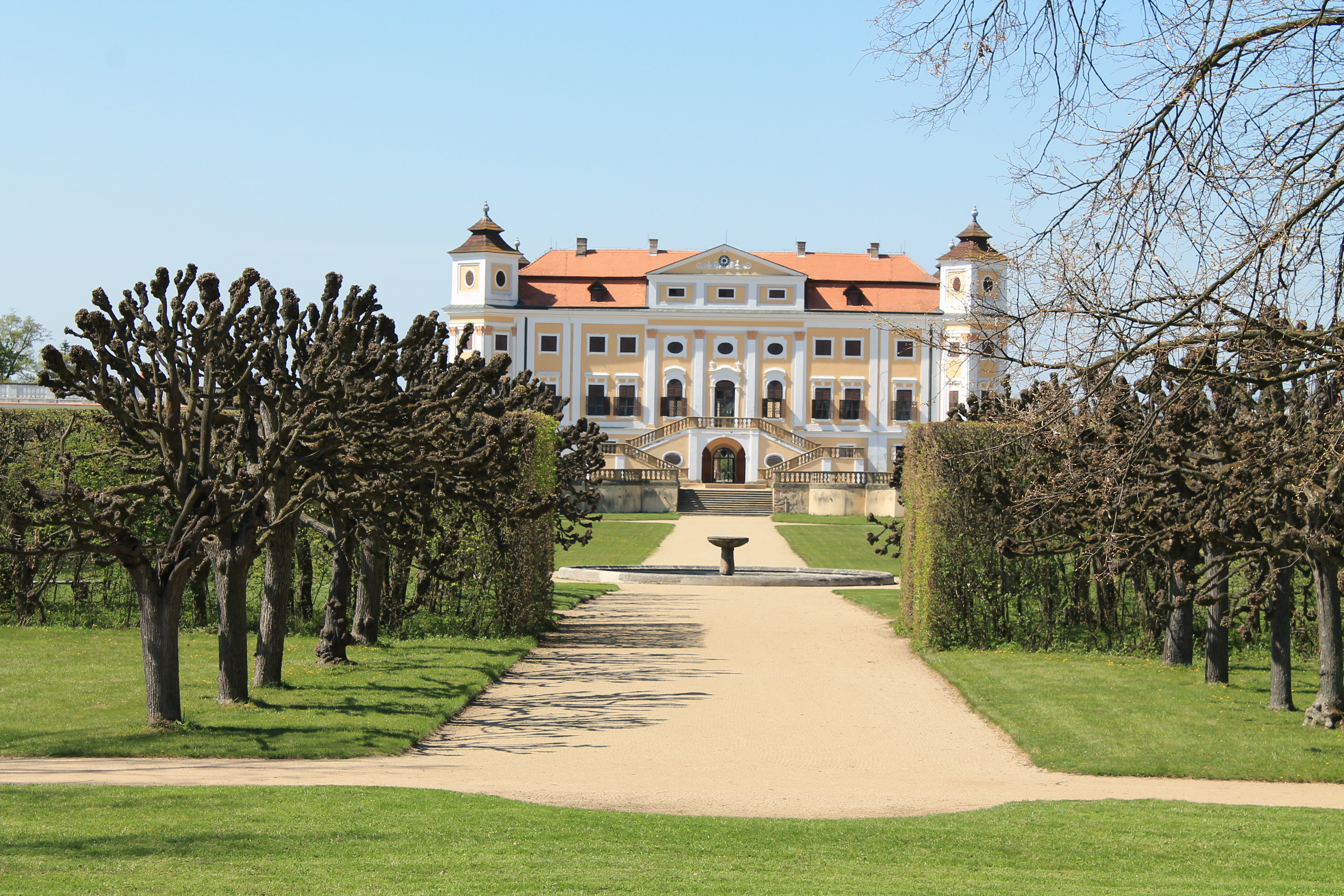
Zámek Milotice

První písemná zmínka o vesnici pochází z roku 1341 z misálu zdejšího plebána Heřmana a dokládá rozhlehlou a dobře dotovanou faru. V roce 1360 drželi zdejší tvrz obehnanou vodním příkopem Zdeněk a Čeněk z Ronova (villa Milotitz). Za husitských válek byly Milotice významným střediskem husitů. Během 17. století byla vesnice několikrát těžce poničena. Za 35 000 zlatých koupil ves 14. května 1648 Gabriel Serényi, jehož rod si zde v první polovině 18. století vybudoval svoje reprezentační sídlo. Mezi lety 1738–1784 byla ves sídlem děkanátu Milotice. Rod Serényi zde působil až do vymření posledního mužského člena v roce 1811. V 19. století patřila obec rodu Choiseul d'Aillecourt a Hardeggům. V letech 1888–1945 sídlili na milotickém zámku Seilernové.

## Samospráva
Zastupitelstvo obce má 9 členů. Voleb do zastupitelstva v říjnu 2010 se účastnilo 858 (tj. 54,2 %) voličů. Ve volbách zvítězilo místní uskupení Sdružení nezávislých kandidátů Milotice které získalo 44,87 % hlasů a 4 mandáty v zastupitelstvu, dále KDU-ČSL (38,72 %, 4 mandáty) a ODS (16,41 %, 1 mandát). Starostou byl zvolen Mgr. Josef Levek (KDU-ČSL) a místostarostkou Irena Nedvědická (Sdružení nezávislých kandidátů Milotice). Po volbách do zastupitelstva v říjnu 2014 byl starostou zvolen opět Josef Levek.
Obec náleží do senátního obvodu č. 79 – Hodonín. Do roku 1960 patřila do okresu Kyjov.

## Obyvatelstvo
Dle sčítání lidu v roce 2021 žilo v obci 1 771 obyvatel, z nichž 958 (54,1 %) se hlásilo k české národnosti, 500 (28,2 %) k moravské, 9 (0,5 %) ke slovenské a 5 (0,3 %) k vietnamské. 466 obyvatel (26,3 %) svou národnost neuvedlo.
V roce 2021 se 735 (41,5 %) obyvatel Milotic označilo za věřící. 574 (32,4 %) obyvatel se hlásilo k Římskokatolické církvi a 6 (0,3%) k Českobratrské církvi evangelické. 404 (22,8 %) obyvatel se označilo jako bez náboženské víry a 440 (28,4 %) na otázku víry neodpovědělo. Milotická farnost s kostelem Všech svatých je součástí kyjovského děkanátu.
| Rok            | 1869  | 1880  | 1890  | 1900  | 1910  | 1921  | 1930  | 1950  | 1961  | 1970  | 1980  | 1991  | 2001  | 2011  | 2021  |
| -------------- | ----- | ----- | ----- | ----- | ----- | ----- | ----- | ----- | ----- | ----- | ----- | ----- | ----- | ----- | ----- |
| Počet obyvatel | 1 016 | 1 012 | 1 051 | 1 216 | 1 376 | 1 463 | 1 510 | 1 560 | 1 669 | 1 670 | 1 736 | 1 877 | 1 947 | 1 853 | 1 771 |
| Počet domů     | 213   | 220   | 227   | 238   | 273   | 285   | 327   | 330   | 350   | 391   | 414   | 503   | 533   | 543   | 552   |

## Obecní správa

### Obecní symboly
Znak a vlajka byly obci uděleny rozhodnutím předsedy Poslanecké sněmovny Parlamentu České republiky dne 21. června 1999.

## Doprava
Miloticemi prochází autobusová linka č. 729664 z Kyjova do Hodonína. Z Kyjova je přímé železniční spojení s Brnem po trati č. 340 (tzv. Vlárská dráha). Obcí vede severojižním směrem silnice II/432. Z obce vede na východ silnice III/4256 v délce 2,6 km do Vacenovic, na západ pak III/43116 v délce 3,8 km jako spojovací cesta k silnici III/431.
Podle celostátního sčítání dopravy projelo v roce 2010 po silnici II/432 od Kyjova v průměru 3 361 vozidel denně (z toho 2 673 osobních, 642 těžkých nákladních a 46 jednostopých motorových vozidel).
Zeleně a žlutě značení turistické trasy spojují obec s okolními vesnicemi. V roce 2013 byla obec Milotice propojena se Svatobořicemi-Mistřínem z větší části asfaltovou cyklostezkou.

## Pamětihodnosti

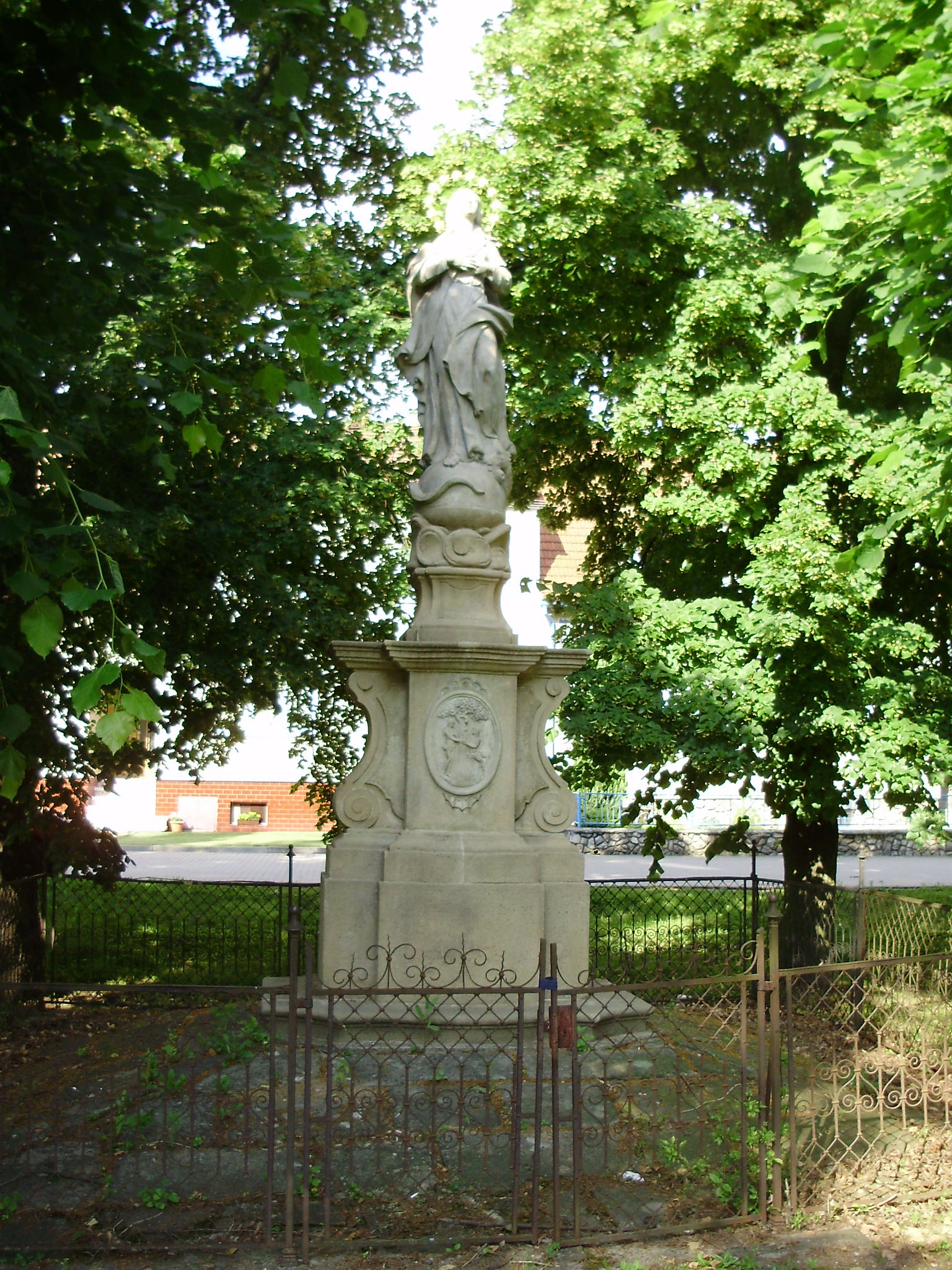
Socha Immaculaty (kolem 1740)

- Zámek MiloticeZámek Milotice se zahradami

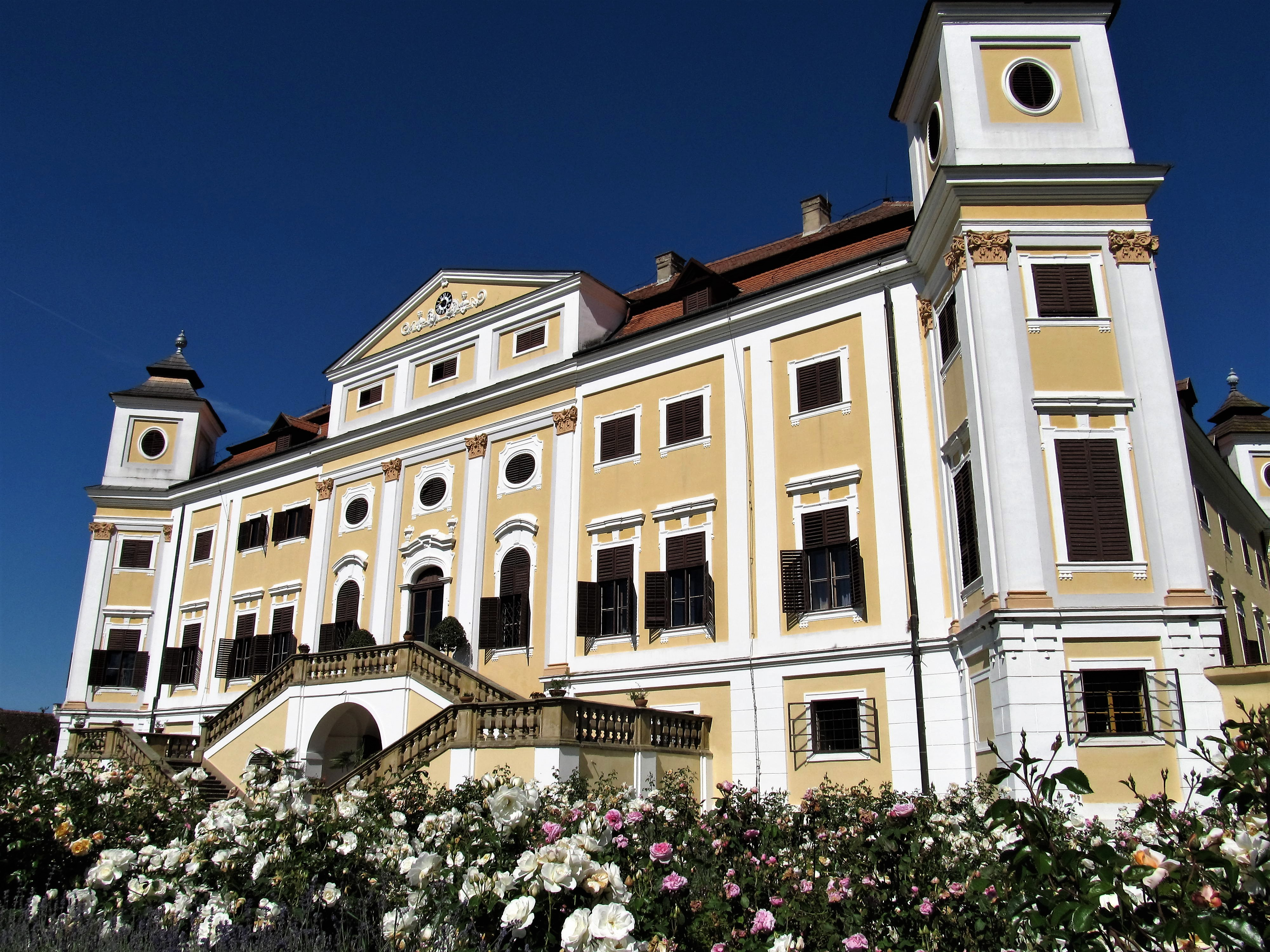
Zámek Milotice

- Kostel Všech Svatých – postaven v letech 1697–1701, 1702–03 ohrazen zdí s barokními sochami, 2017 byla do kostela znovuumístěna malba Panny Marie Milotické.
- Hřbitovní kaple sv. Rocha, sv. Šebastiána a sv. Rozálie – vybudována v letech 1849–1851[15]
- Socha Immaculaty – vznikla kolem roku 1740
- Farní budova - postavená kolem roku 1735
- Areál vinných sklepů Šidleny – asi 200 vinných sklepů, nejstarší je z roku 1770, od roku 1972 se zde pravidelně pořádá Národopisný festival Kyjovského Dolňácka Milotice.[16][17]

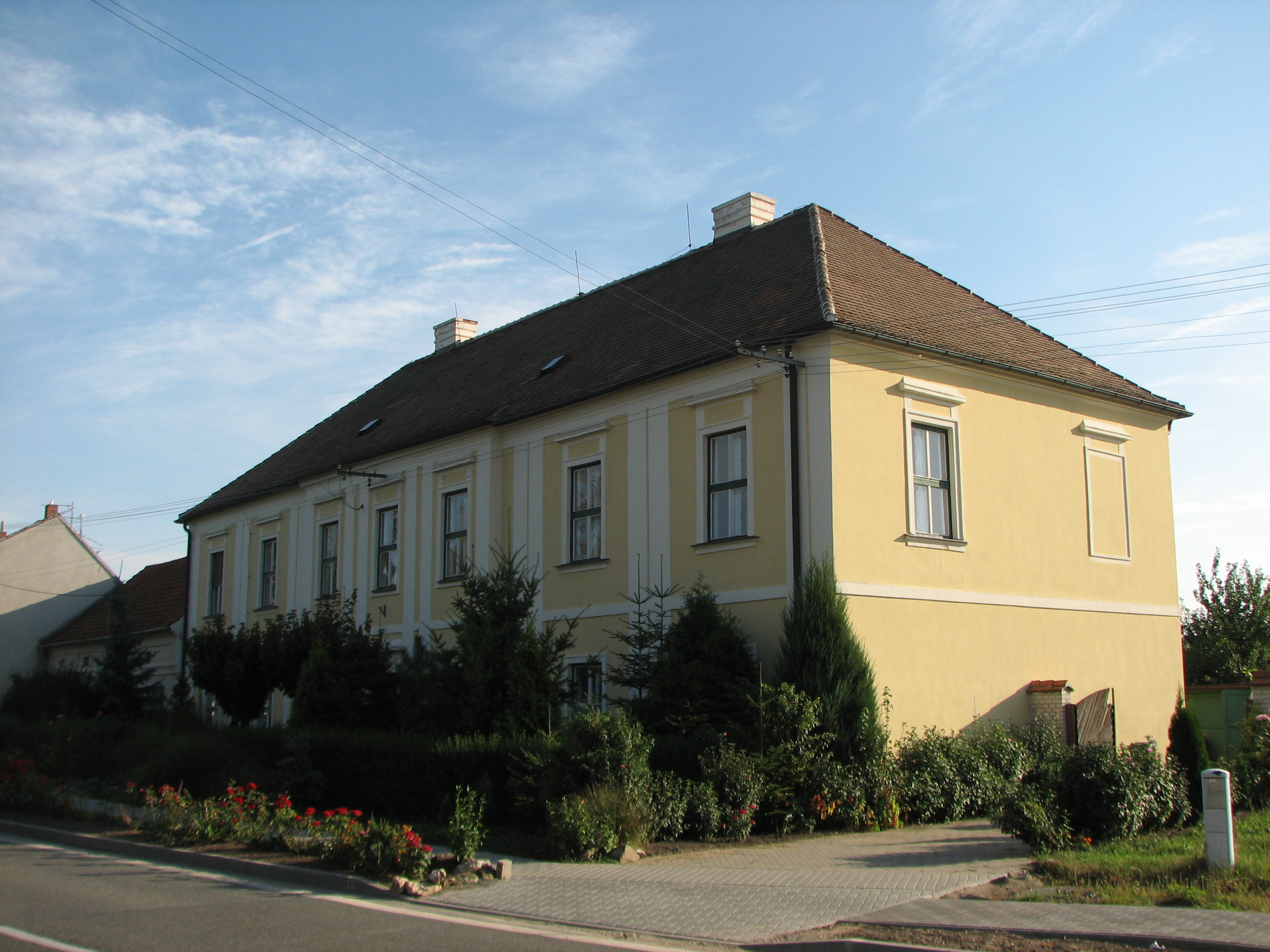
Budova fary (kolem 1735)

- Budova fary (kolem 1735)Písečný rybník, přírodní rezervace severovýchodně od obce

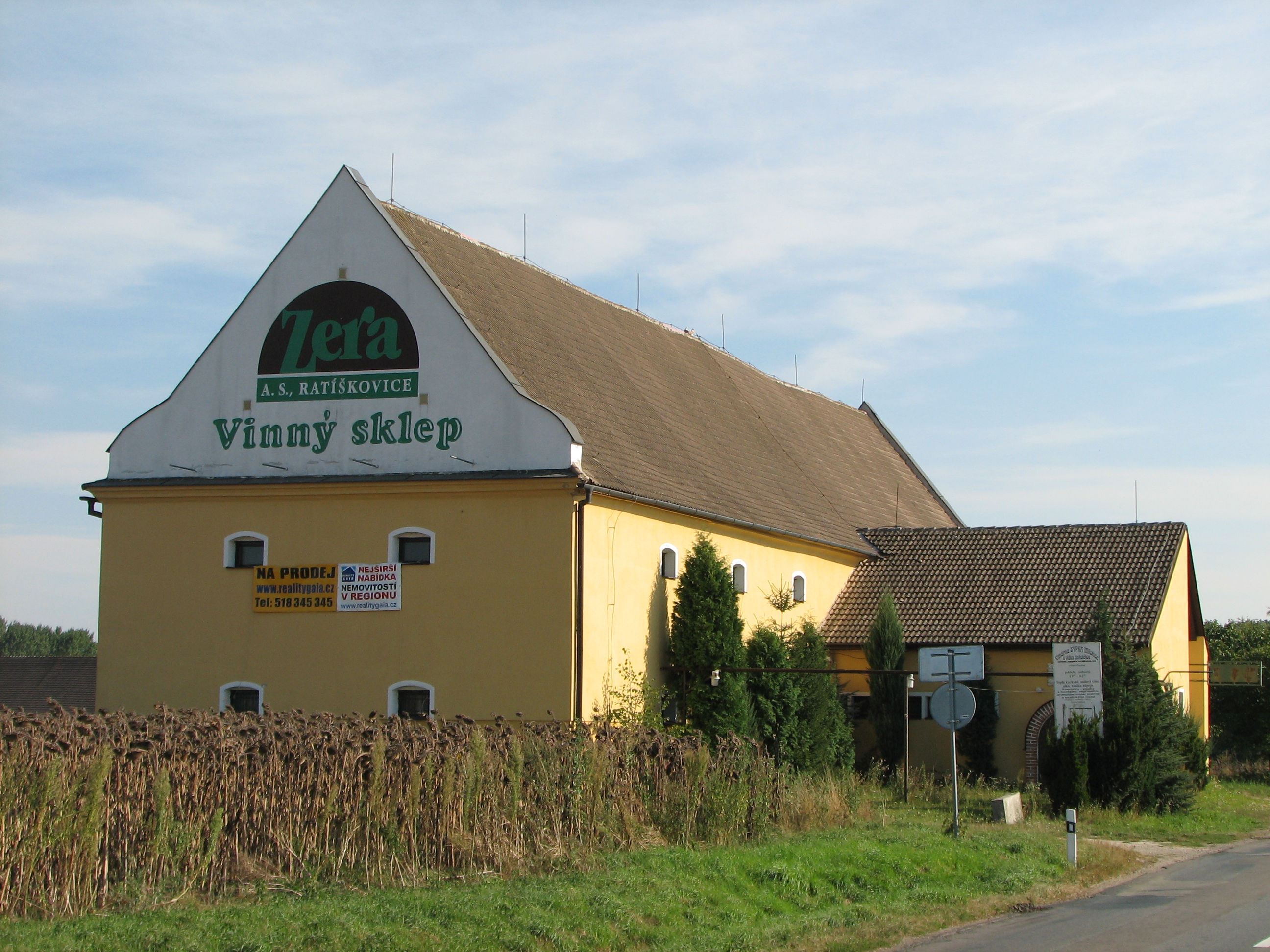
Panská sýpka (1. čtvrtina 18. století)

- Panská sýpka (1. čtvrtina 18. století)Horky, přírodní rezervace v jihozápadní části obce
- Kopec Náklo, výletní místo jižně od obce

## Osobnosti

### Rodáci
- Karel Josef Adolf (1715–1771), malíř a restaurátor ve službách olomouckých biskupů
- Jan Bárta (* 1984), cyklista
- Jan Nepomuk Horák (1815–1870), malíř a portrétista
- Josef Kasan (1905–1965), katolický kněz, premonstrát, teolog a vysokoškolský pedagog
- Jan Krist (1920–2015), katolický kněz a kanovník Metropolitní kapituly u sv. Václava v Olomouci
- Jan Krist (* 1950), etnograf, folklorista a bývalý politik
- Mořic Loth (1832–1913), podnikatel, spisovatel, novinář a zastánce reformního judaismu v USA
- Václav Šamánek (1846–1916), lékař a kulturní činitel na Liberecku
- Alexandr Antonín Ignác Šamský (1687–1715), lékař a bojovník proti moru
- Bohumil Zbořil (1906–1997), kapelník a muzikant

### Osobnosti spjaté s vesnicí
- Evžen Boček (* 1966), spisovatel a humorista
- Vincenc Janalík (1804–1855), katolický kněz, spisovatel a národní buditel
- Karel František Seilern (1852–1916), šlechtic a politik, majitel panství a zámku Milotice, zemský poslanec, podporovatel české menšiny ve Vídni
- Bruno Restel (1900–1983), katolický kněz německé národnosti a provinciál české jezuitské provincie
- František Weber (1826–1908), milotický farář v letech 1856–1906 a poslanec říšského i zemského sněmu
- Alois Horák (1865–1937), poslanec moravského zemského sněmu a senátor Národního shromáždění ČSR

## Galerie

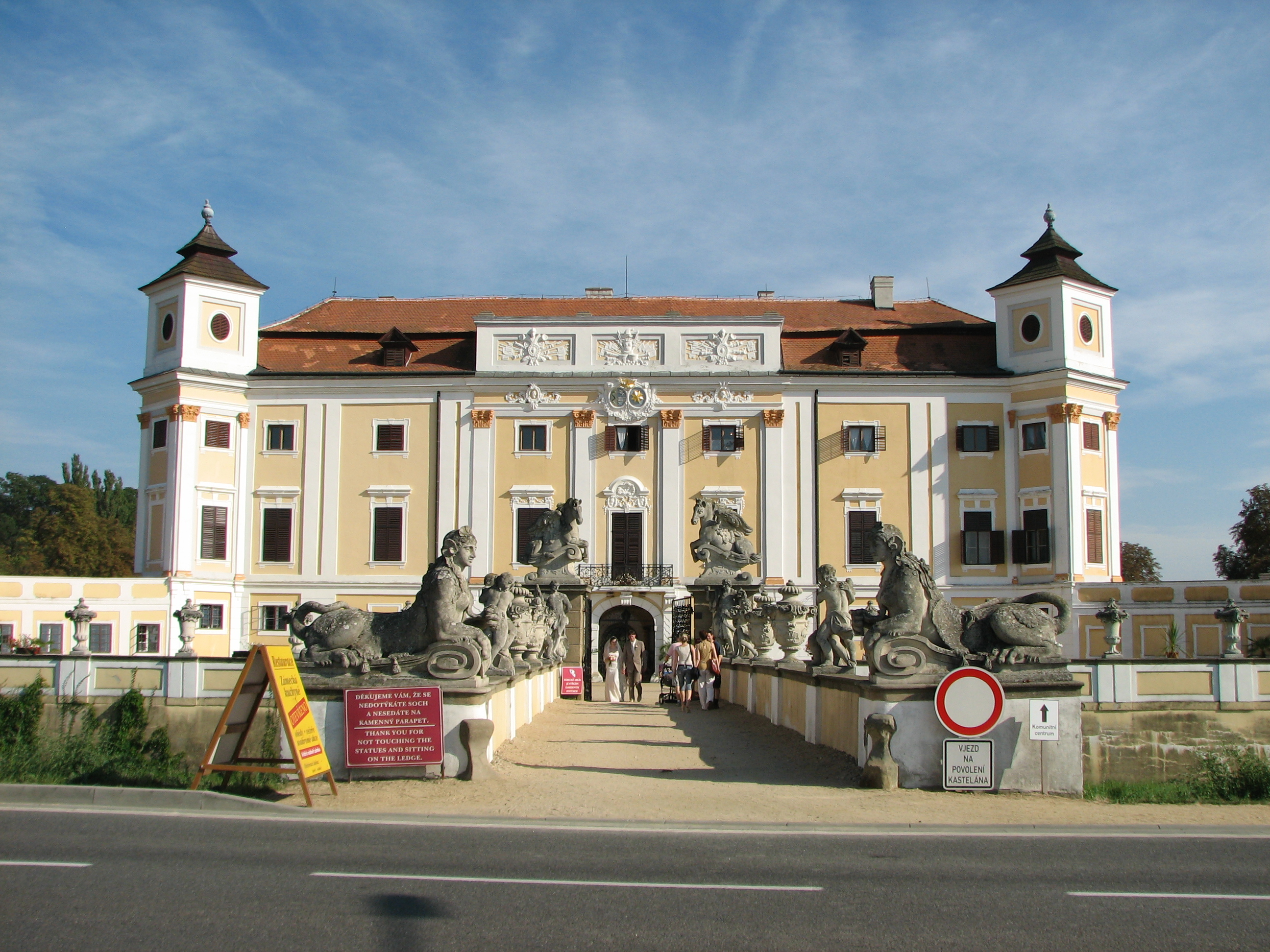
Zámek Milotice
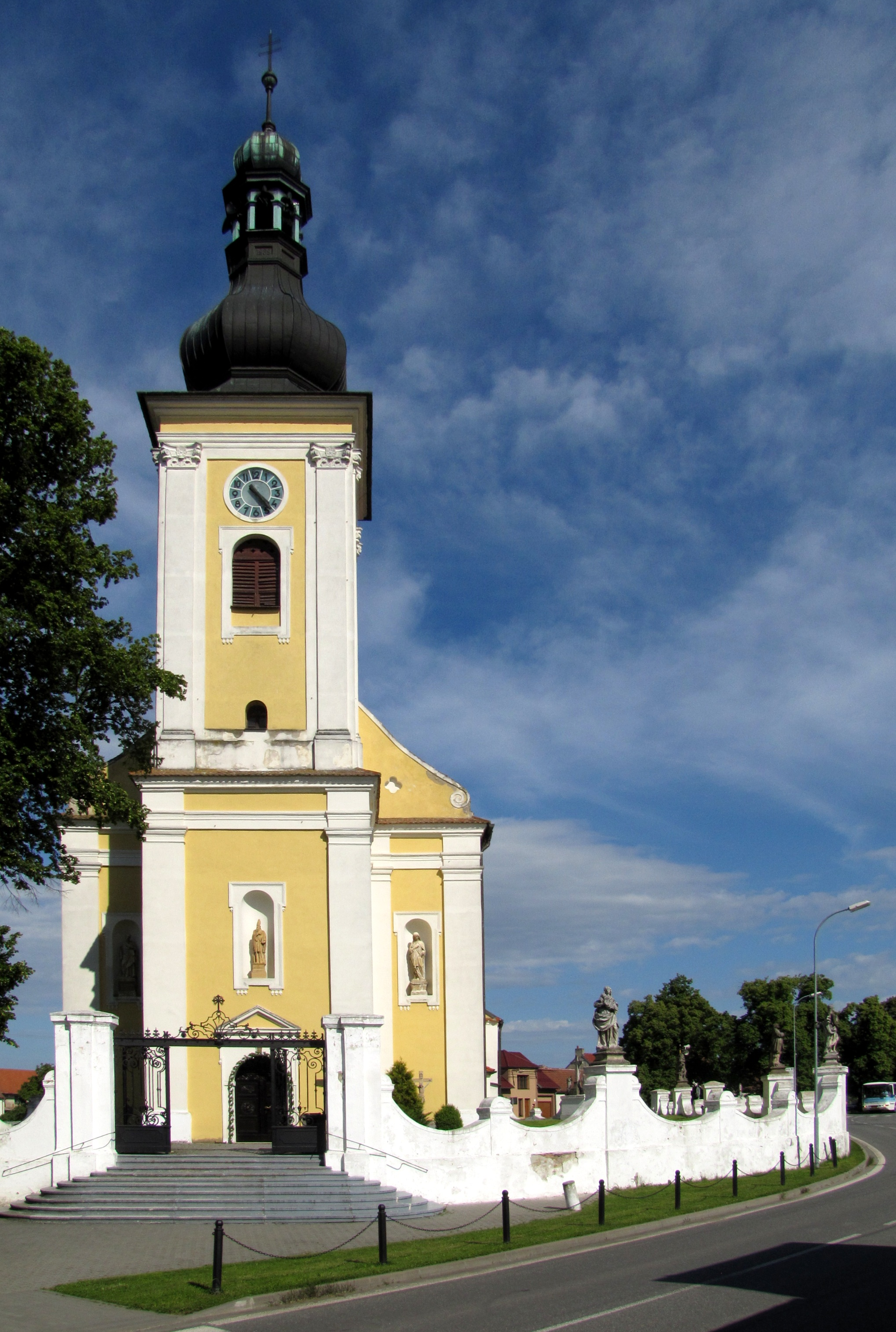
Kostel Všech svatých
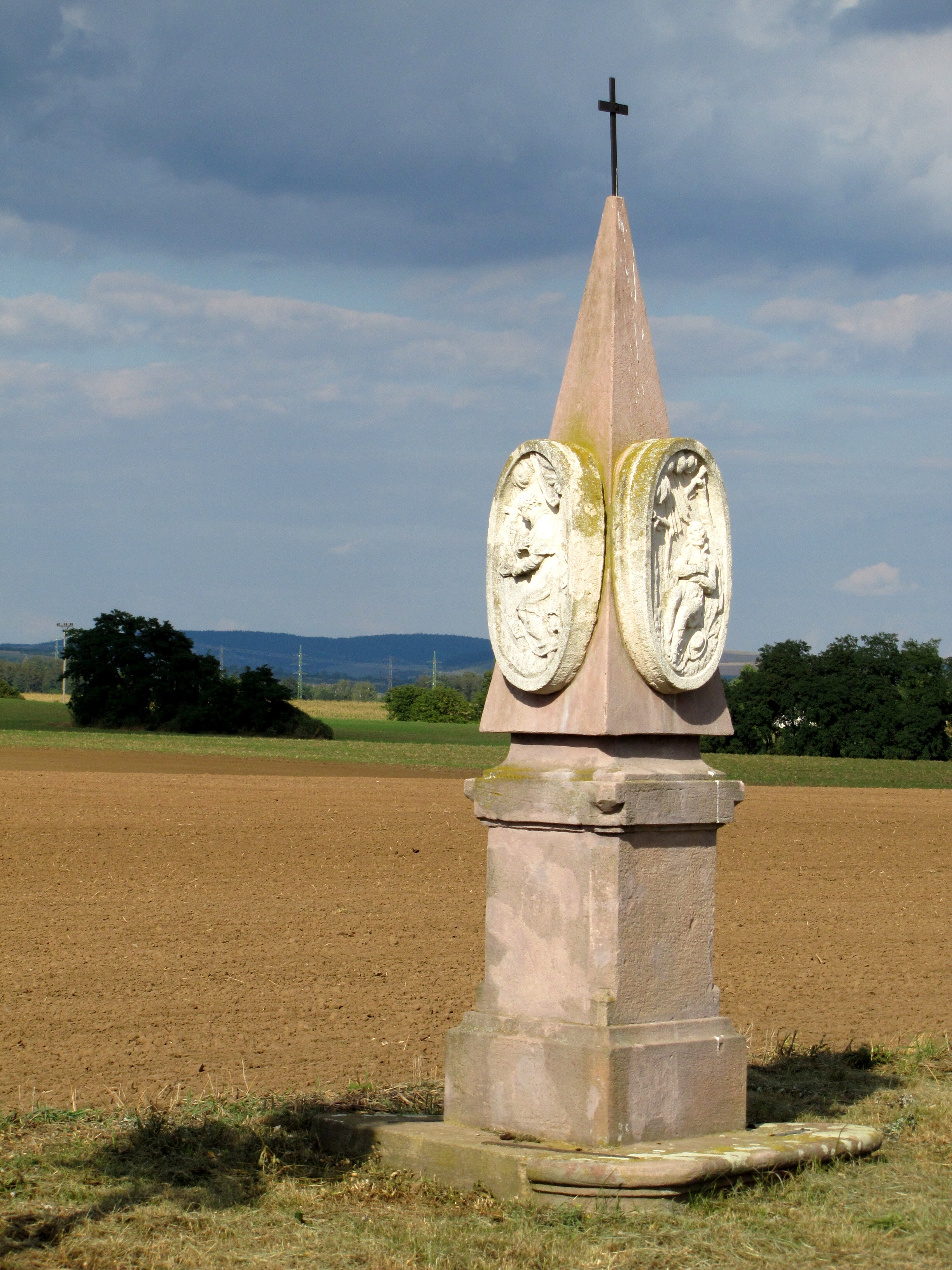
Boží muka Tři Františci (18. století)
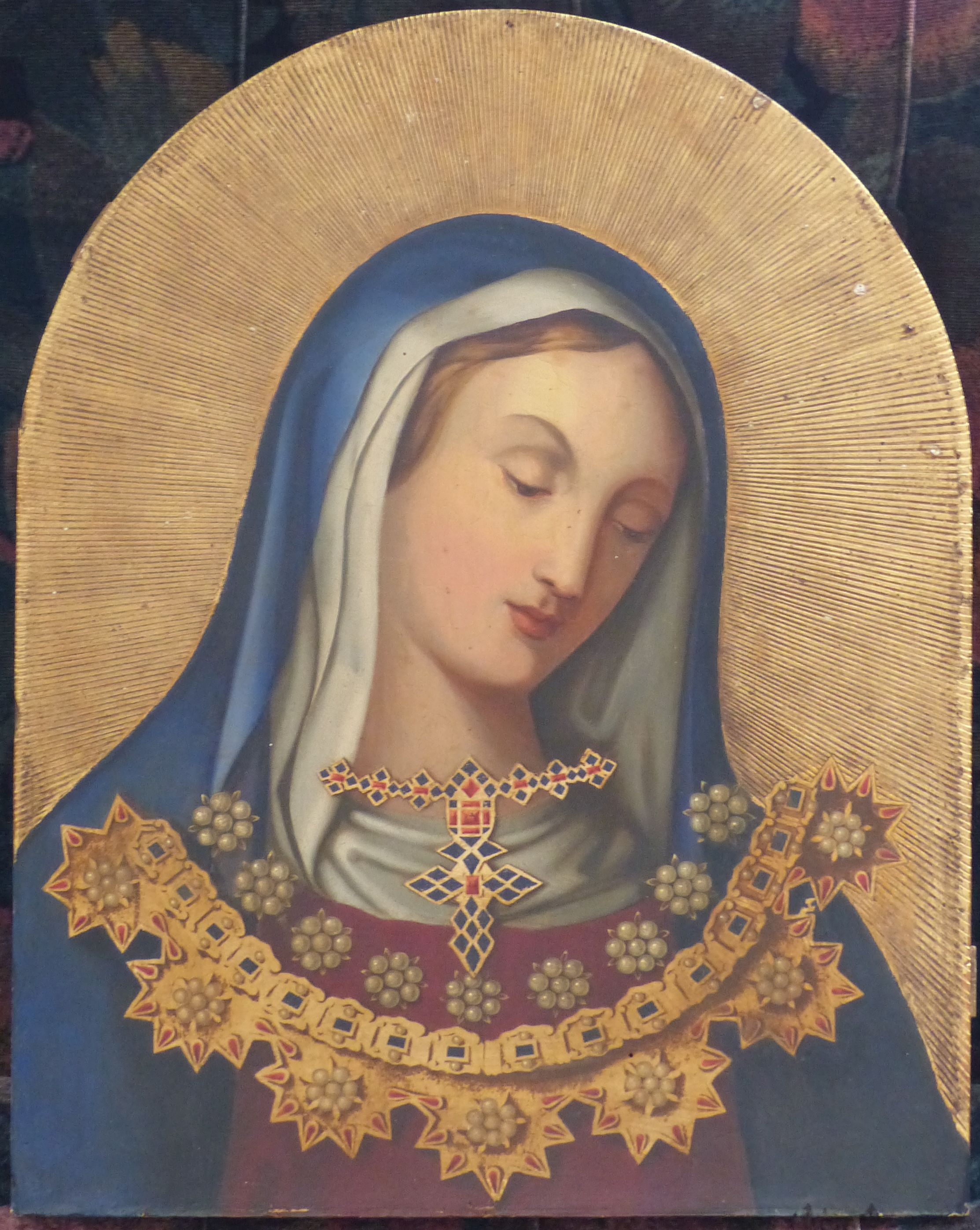
Panna Maria Milotická